# Linda Baginski
Linda Baginski, née le 26 janvier 1982, est une skieuse de vitesse suédoise.
Elle remporte 2 fois la Coupe du monde de ski de vitesse (S1) : en 2010 et 2014
Elle est 2 fois Vice-championne du monde de ski de vitesse (S1) : en 2011 à Verbier et en 2015 à Grandvalira.
Son record personnel est de 231,959 km/h  (en 2014 à Vars).